# Don't Call This Love
Don't Call This Love è un singolo del cantante pop britannico Leon Jackson, pubblicato il 12 ottobre 2008 dall'etichetta discografica Syco.
Il singolo è stato estratto dall'album di debutto del cantante, Right Now.

## Tracce
UK CD Single
1. Don't Call This Love (Album Version) - 4:11
2. Don't Give Up (Album Version) - 3:51

Download
1. Don't Call This Love (Album Version) - 4:11

## Classifiche
| Classifica (2008) | Posizione raggiunta |
| ----------------- | ------------------- |
| Regno Unito       | 3                   |
| Irlanda           | 8                   |